# Municipio de Glasgow
El municipio de Glasgow (en inglés: Glasgow Township) es un municipio ubicado en el condado de Wabasha en el estado estadounidense de Minnesota. En el año 2010 tenía una población de 247 habitantes y una densidad poblacional de 2,68 personas por km².

## Geografía
El municipio de Glasgow se encuentra ubicado en las coordenadas 44°19′41″N 92°7′58″O / 44.32806, -92.13278. Según la Oficina del Censo de los Estados Unidos, el municipio tiene una superficie total de 92,23 km², de la cual 90,5 km² corresponden a tierra firme y (1,87 %) 1,73 km² es agua.

## Demografía
Según el censo de 2010, había 247 personas residiendo en el municipio de Glasgow. La densidad de población era de 2,68 hab./km². De los 247 habitantes, el municipio de Glasgow estaba compuesto por el 100 % blancos, el 0 % eran afroamericanos, el 0 % eran amerindios, el 0 % eran asiáticos, el 0 % eran isleños del Pacífico, el 0 % eran de otras razas y el 0 % pertenecían a dos o más razas. Del total de la población el 0 % eran hispanos o latinos de cualquier raza.